# Niccolò Introna
Niccolò Introna (Bari, 13 maggio 1868 – Roma, 10 maggio 1955) è stato un dirigente d'azienda italiano, amministratore, direttore generale e commissario straordinario della Banca d'Italia. Ha avuto un ruolo di primo piano nella difesa e nel recupero della riserva aurea italiana, trafugata dai tedeschi durante la seconda guerra mondiale.

## Biografia

### I primi passi nel mondo bancario
Originario di una famiglia benestante, nasce a Bari, con ascendenze nobiliari ormai estinte, di fede valdese fin dall'adolescenza, si diploma ragioniere nel 1886 e nello stesso anno viene assunto dalla Banca Nazionale nel Regno d'Italia come impiegato all'ufficio esteri, compito che gli consente di dedicarsi allo studio di inglese, francese e tedesco. Nel 1902 passa alle dipendenze della Banca d'Italia, nata dalla fusione della Nazionale con la Banca Nazionale Toscana, la Banca Toscana di Credito per le Industrie e il Commercio d'Italia e dalla liquidazione della Banca Romana, fallita quale conseguenza del ben noto scandalo. Il suo primo incarico di rilievo è la nomina a direttore della filiale di Lecce, della quale diventa nel 1905 ispettore. L'anno successivo la direzione generale dell'istituto lo invia in missione in Eritrea, nelle more di un piano di apertura di filiali estere del gruppo, con il compito di valutare l'economia nazionale della colonia italiana e l'opportunità di istituirci una sede. Nel 1907 prende in mano e porta a conclusione la lunga e difficile pratica per la liquidazione degli scoperti delle banche assorbite, che al 31 dicembre dello stesso anno riduce a 40 milioni dei 449 del 1894. Nel 1908 viene mandato a Messina per gestire le implicazioni economiche conseguenti al disastroso terremoto dello stesso anno.

### La collaborazione con Bonaldo Stringher

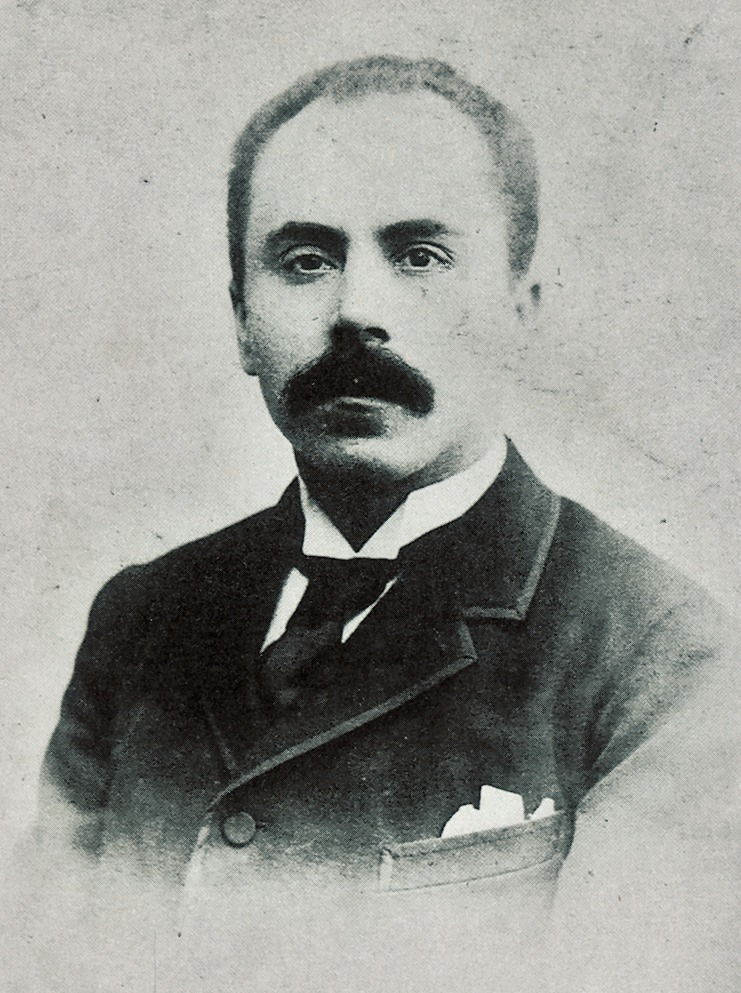
Bonaldo Stringher

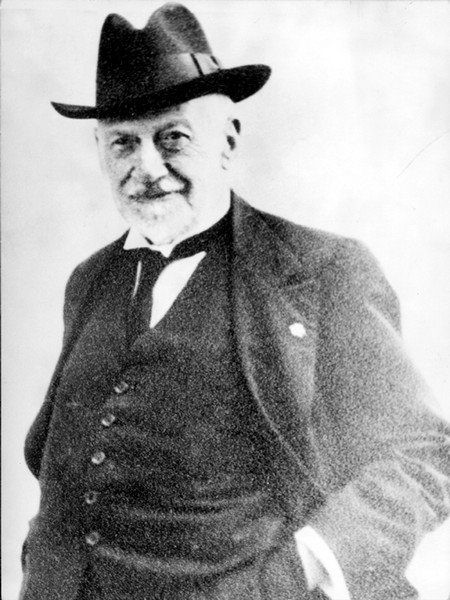
Attilio Odero

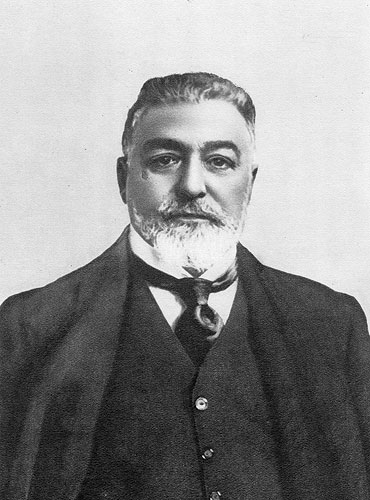
Giuseppe Orlando

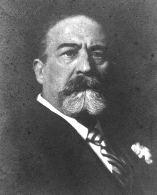
Vittorio Rolandi Ricci

La decisione di inviare Introna in Eritrea è stata presa personalmente da Bonaldo Stringher, direttore generale dell'istituto dal 1900 e futuro governatore, che deve averne evidentemente una grande stima se nel 1911 lo chiama a Roma alle sue dirette dipendenze. Stringher si trova al momento pressato da più fronti per la costituzione di un consorzio tra le grandi industrie siderurgiche nazionali, un'alleanza che sia in grado di far fronte alla congiuntura negativa che il settore sta affrontando, conseguenza della crisi bancaria internazionale del 1907. La richiesta di sostenere il consorzio risale allo stesso anno e viene da Giovanni Giolitti, all'epoca capo del suo quarto governo, cui si sono direttamente rivolti Attilio Odero, Giuseppe Orlando, Giuseppe Fasce e Vittorio Rolandi Ricci. L'operazione, di per sé già difficile, è stata più volte rinviata per il dualismo apparentemente insanabile tra le acciaierie di Piombino e di Terni e varie iniziative unilaterali (ad esempio un tentativo di accordo da parte di Rolandi Ricci con la Comit).
L'idea di Stringher, appoggiato in questo dal ministero delle finanze, è quella di raggiungere due accordi distinti, uno industriale e l'altro finanziario. Introna, che al momento è Ispettore di I^ classe, viene chiamato a curare quest'ultimo aspetto in commissione con i capi del servizio sconti, dell'ufficio legale, dell'ispettorato generale e dell'ufficio tasse. Il suo compito specifico, nel quale si è distinto nei primi incarichi ricevuti, è di riferire in merito alla contabilità e ai dati dell'accordo finanziario che va poco alla volta formandosi. Dalla corrispondenza intercorsa all'epoca appare comunque evidente che la sua presenza è dovuta anzitutto alla generale fiducia che gode da tutte le parti in causa, dal suo essere super partes nella questione e un abile analista dei dati contabili delle singole imprese, che sono più volte oggetto di esame e conseguente relazione.

### Dall'ispettorato alla vigilanza

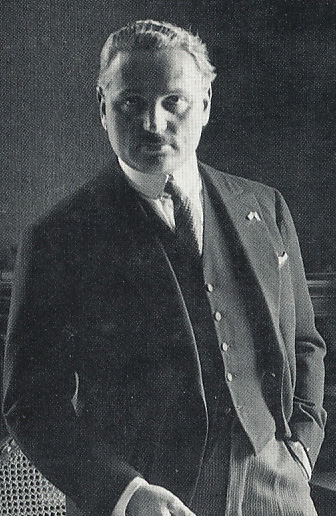
Arturo Osio

Il consorzio siderurgico tra le imprese Elba, Savona, Ferriere Italiane, la Ligure metallurgica, l'Ilva e la Piombino viene costituito il 4 agosto 1911. Introna viene compensato per la sua consulenza con una gratifica straordinaria e la promozione a capo del servizio Ispettorato (del quale Stringher lo definisce tale fin dall'inizio della sua collaborazione), ratificata con la nomina a Capo Servizio di III^ classe. Rimane a Roma nel ruolo di principale collaboratore di direttore generale, che da tempo viene considerato "il depositario esclusivo e intransigente e quasi la personificazione di ogni potere decisionale" della banca d'Italia. L'anno seguente entra nel consiglio di amministrazione dell'Istituto Nazionale di credito per la cooperazione, un organismo voluto da Nitti per le esigenze finanziarie delle numerose società cooperative esistenti all'epoca, nel quale effettua la vigilanza sui movimenti creditizi. Da quest'ultimo organismo, cui dà un contributo fondamentale, esce nel 1927 dopo due anni di contrasti con Arturo Osio, ex presidente della Federazione degli esercenti di Milano, chiamato a dirigerlo nel 1925. Osio porta avanti un'opera di risanamento che trasforma a poco a poco la struttura in una banca di credito ordinario, un tipo di istituto all'epoca sconosciuto in Italia, che col regio decreto 19 maggio 1927 n. 843 prende il nome di Banca Nazionale del Lavoro.
Come capo dell'Ispettorato Introna si occupa comunque di tutti i più importanti problemi dell'economia nazionale (risanamento della circolazione, emissione di banconote, crisi finanziarie, inflazione, controllo sulle banche, questioni coloniali, ecc.), esercitando di fatto quel ruolo di vigilanza che non si era pensato di affidare alla Banca d'Italia all'indomani dello scandalo della Banca Romana e della riforma degli istituti di emissione. Il ruolo diventa incarico effettivo quando, tra il 1926 e il 1928, Mussolini promuove una riforma mirata a infondere un rinnovato entusiasmo dei cittadini nel piccolo risparmio, minato da anni di scandali ed incertezza. Attraverso una serie di decreti sono gettate le basi della banca centrale con l'esclusiva dell'emissione di banconote l'istituzione della figura del governatore, del direttorio (organo collegiale formato da governatore, direttore generale e vicedirettori generali) e del fondamentale ufficio per la vigilanza sul credito.

### Il caso Marinelli

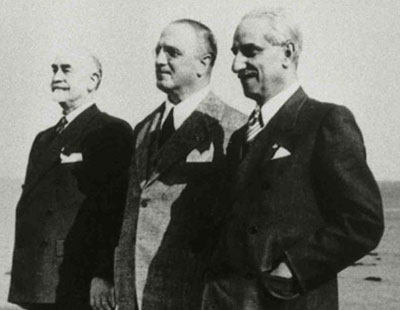
Il direttorio della Banca d'Italia dopo la scomparsa di Bonaldo Stringher. Da sinistra: Niccolò Introna, Vincenzo Azzolini e Pasquale Troise.

Quale capo del neocostituito ufficio vigilanza Introna è chiamato a far parte del direttorio quale vicedirettore assieme a Stringher (primo governatore), e a Vincenzo Azzolini (direttore generale). Quest'ultimo è stato personalmente voluto da Mussolini. Nelle more di un'operazione che mira a rivalutare e stabilizzare la lira (l'operazione Quota 90), impone un suo uomo di fiducia a due personalità di cultura giolittiana che non hanno mai simpatizzato con il regime, invise a numerosi settori del PNF, ma sostenute da personalità di primo piano come il governatore della Banca d'Inghilterra e il direttore della Federal Reserve, il cui favore è fondamentale. Oggetto del contendere non è la fede politica delle persone (sono anzi molti i non fascisti che occupano posizioni di prestigio perché insostituibili), ma le prime ispezioni ordinate da Introna, che nel 1928 colpiscono l'impero finanziario di Alvaro Marinelli, uno spregiudicato affarista da sempre in bilico tra il lecito e l'illecito.

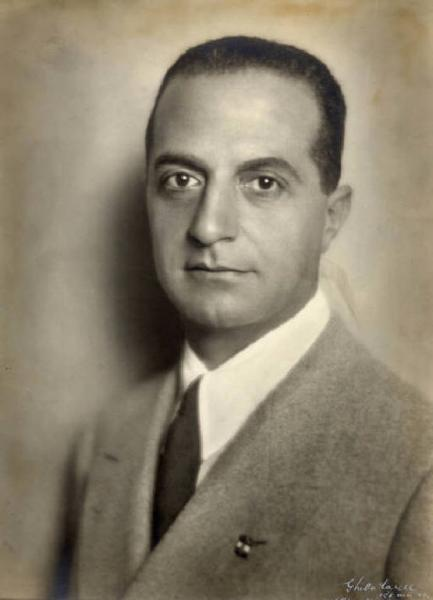
Giuseppe Bottai

Amico personale di Giuseppe Bottai, che ne ha favorito l'ascesa, Marinelli è un ex impiegato delle ferrovie che ha costruito le sue prime fortune con una fiorente rappresentanza di salumi, oli e formaggi attiva durante e dopo la prima guerra mondiale. Finanziando giornali e attività politiche dei gerarchi più vicini al Duce si è assicurato una rete di protezioni politiche, che gli consentono di fare il grande salto da commerciante a banchiere. L'ispezione riguarda i Magazzini Generali e Silos di Civitavecchia, la società cui fanno capo le banche di cui ha conquistato la maggioranza (Banco Mercantile, Monte di Pietà di Roma, Banca del Sud, Banca Emiliano-Romagnola, Banca Agricola Toscana, Banca Depositi e Risparmi di Arezzo, Banca Mobiliare per dirne alcune), il cui statuto ondeggia in modo ambiguo tra l'attività commerciale e quella creditizia. La verifica accerta l'emissione a vuoto di note di pegno per un giro complessivo di circa 32 milioni di lire, oltre il 70% del valore presunto della merce in deposito, una somma che si ipotizza sia stata destinata alla sovvenzioni di congiunti, prestanome e politici. È quanto basta per ottenere dal ministero delle finanze la revoca del decreto di autorizzazione, revoca che Marinelli riesce a far sospendere grazie a un complicato giro di intrallazzi, favoritismi ed entrature politiche.
Oltre a Bottai, che al momento è sottosegretario per le corporazioni, i politici che intervengono a suo favore sono alcuni parlamentari che siedono nei consigli di amministrazione di questa o quella controllata come Amanto Di Fausto e Attilio Fontana. La mancata reazione di Introna alla revoca sembra in questa situazione quella trappola, in cui Marinelli effettivamente cade. Descritto come un uomo arrogante e borioso, oltremodo impulsivo nelle speculazioni spericolate, non deve aver fatto tesoro di questa esperienza se all'indomani della revoca va all'assalto della Banca Popolare di Campobasso (verso la quale è debitore per circa dieci milioni di lire), e di li a pochi mesi entra nel consiglio di amministrazione della Banca di Firenze, la capofila delle banche cattoliche toscane, dalla quale ottiene con un voto in conflitto d'interessi un prestito di quattro milioni. L'iniziativa di Introna e Stringher è però ostacolata da un'inchiesta fiscale della guardia di finanza probabilmente voluta dal ministro delle finanze Volpi, noto promotore degli interessi capitalistici italiani presso il regime, che ha però solo l'effetto di rallentare quella bancaria.

### Ai margini del potere

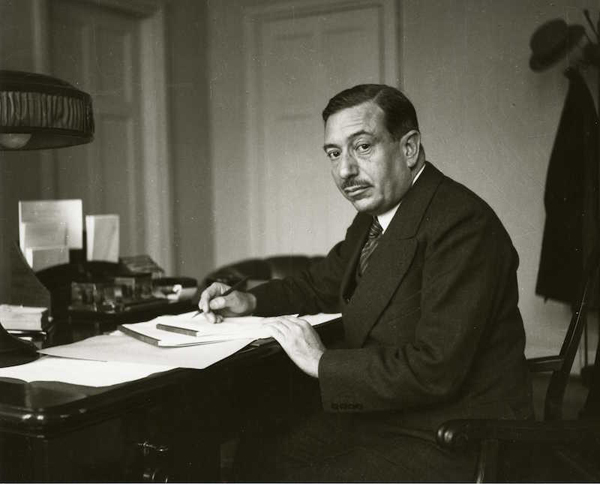
Alberto Beneduce

Il rapido crollo di Marinelli, pur coperto da una rete di prestanome e forti protezioni politiche anche all'interno della Banca d'Italia (ma Azzolini non può far nulla finché il governatore è Stringher), è un successo personale di Introna nel suo delicato ruolo di capo della sorveglianza sul credito, ma è anche la causa del suo rimanere immobile in tale posizione e in subordine rispetto agli equilibri politici degli anni '30. Tale atteggiamento è peraltro formalmente giustificato dal suo essere di religione protestante, ciò che gli preclude l'elezione a deputato e quella nomina a senatore che in molti casi sono utili per allontanare personaggi scomodi. Per nulla intaccato dalla campagna di stampa orchestrata da Marinelli sulle colonne del quotidiano l'Impero (dove lo accusa di "partigianeria antifascista, sadismo ispettivo e fanatismo religioso-settario"), viene ulteriormente messo ai margini dopo la scomparsa di Stringher (24 dicembre 1930), e la promozione di Azzolini a governatore con effetto dal 2 gennaio successivo.
Se non viene allontanato del tutto è solo per la volontà di Mussolini di non perdere tecnici di riconosciuto valore, ma l'assenza del capo servizio della vigilanza sul credito nel salvataggio delle banche miste (crollate a seguito della crisi economica mondiale del 1929), nell'elaborazione della legge bancaria del 1936 e nella nazionalizzazione della Commerciale, del Credito Italiano e del Banco di Roma è sintomatica di quanto la sua presenza e il suo ruolo siano graditi nell'élite ormai del tutto legata al fascismo che guida il settore. Fin dal 1930, pur continuando a ricoprire la carica di capo della vigilanza, Introna viene "distratto" con incarichi legati alle procedure di liquidazione, da quelle dei beni delle banche fallite o assorbite alla sezione smobilizzi dell'IRI. Quest'ultima nomina è comunque un pro forma, è risaputo che la gestione di Alberto Beneduce è autoritaria e non soggetta a discussioni.

### L'oro di Roma

#### Il tentativo di salvataggio e la sottrazione

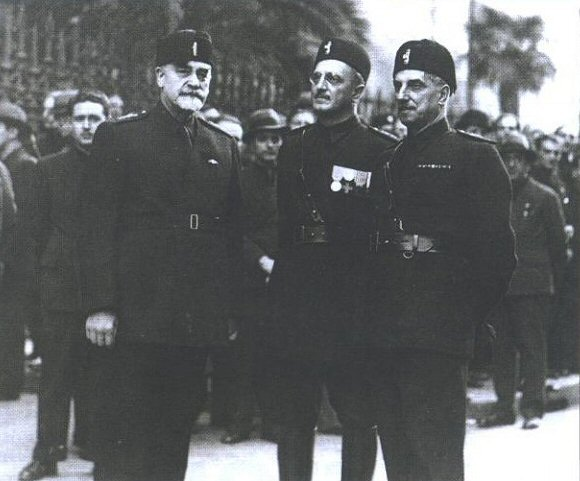
Introna, Azzolini e De Biase nel 1937

Rimasto in sottordine fino al 1943, dopo la caduta del fascismo e l'occupazione tedesca di Roma Introna si trova a gestire la formale richiesta dei nazisti, al momento alleati, di consegnare la riserva aurea italiana, rimasta nella capitale nonostante già Mussolini avesse dato disposizioni di trasferirla in locali appositamente predisposti in provincia dell'Aquila assieme alla zecca e all'officina carte-valori. Il caveau della Banca d'Italia custodisce all'epoca 119 tonnellate di oro tra lingotti e monete. Mentre Herbert Kappler, Hermann Göring, Walter Funk e Rudolf Rahn si contendono il controllo interessato dell'operazione, rinviandone l'esecutività, Introna propone ad Azzolini un'idea del cassiere centrale dell'istituto, Fabio Urbini, ovvero celare ai tedeschi 52 delle 119 tonnellate della riserva murandole nell'intercapedine di sicurezza del caveau, dissimulando le mancanza con una spedizione retrodatata al 19 dicembre 1942 alla filiale di Potenza (città al momento prossima a cadere sotto il controllo degli alleati). Ottenuto il consenso del governatore l'operazione viene effettuata nella notte tra il 19 e il 20 dicembre. Spostato il metallo prezioso la porta tra caveau e intercapedine viene murata e cemento e intonaco asciugati nel giro di tre ore con ventilatori e lampade elettriche.

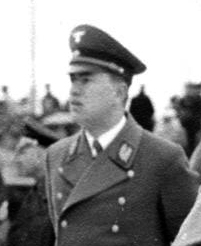
Franz Hofer

La richiesta formale di consegnare l'oro arriva la mattina del 20 dicembre. Azzolini prende tempo e risponde che a norma di statuto deve riunire il direttorio, ma secondo quanto affermerà poi al processo nella stessa mattina viene a sapere informalmente da Giovanni Acanfora che i tedeschi si sono impossessati dell'archivio dello Stato Maggiore e che quindi conoscono lo stato esatto della riserva custodita dalla banca centrale. A maggioranza dei partecipanti (il direttorio è stato allargato ad altri funzionari), e col solo voto contrario di Introna, si decide quindi di riportare l'oro celato nel caveau, che viene prelevato e spedito via treno alla sede di Milano con due trasporti da 28 e 94 tonnellate, avvenuti il 22 e il 28 settembre. Su ordine di Göring, e col beneplacito del ministro repubblichino Domenico Pellegrini Giampietro, il 16 dicembre l'oro viene portato a Fortezza, una località della Valle dell'Isarco che ricade nel protettorato tedesco di Trento, Bolzano e Belluno guidato dal Gauleiter Franz Hofer.
A seguito delle pressioni di Goring e Von Ribbentrop, che vogliono portare tutto in Germania come bottino di guerra, la Repubblica Sociale Italiana concorda con l'ambasciata tedesca di conferire alla Germania l'equivalente di 50 milioni di marchi in oro quale contributo per le spese di guerra sul territorio italiano. Con l'assenso del ministro Giampietro a Berlino, nelle casseforti della Deutsche Reichsbank, sono alla fine trasportate 63 tonnellate di oro fino, per un valore di oltre 250 milioni di marchi, mentre altre otto tonnellate vengono portate al ministero degli esteri tedesco a disposizione della personale avidità del ministro Von Ribbentrop.

#### Il parziale recupero e il processo ad Azzolini

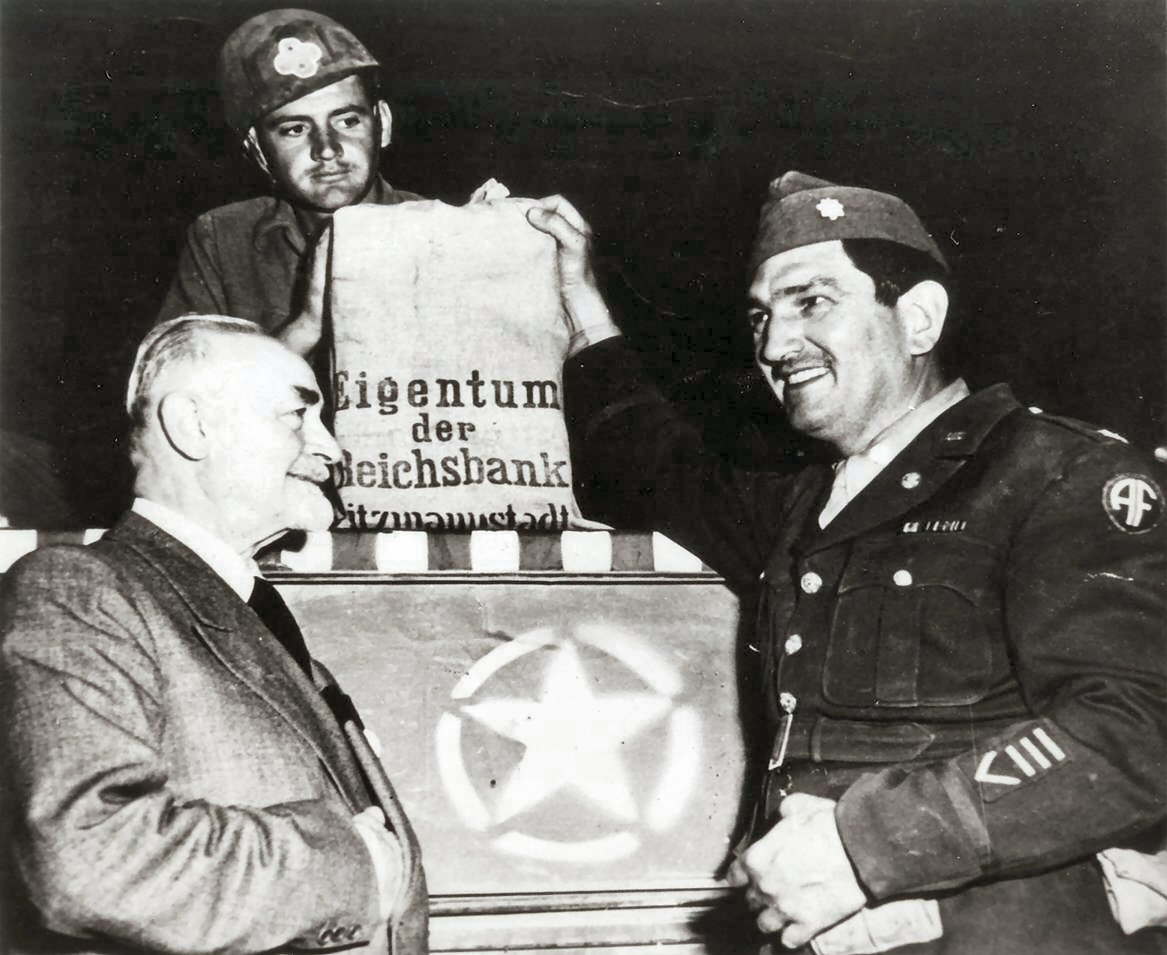
Introna con il colonnello James H. Penick, comandante del trasporto che riporta a Roma l'oro ritrovato a Fortezza il 17 maggio 1945.

A Roma, intanto, Niccolò Introna è stato nominato commissario straordinario della Banca d'Italia per le terre liberate. Il 4 giugno 1944 le forze alleate sono infatti entrate nella capitale, ponendo fine all'occupazione tedesca, e con l'arresto di Azzolini, tornato fin da aprile ed accusato di collaborazionismo, il capo dell'ufficio vigilanza è la più alta autorità dell'istituto presente in città, ed è a lui che spetta il compito di prendere in consegna le 23 tonnellate di oro rimaste a Fortezza, ritrovato dagli alleati il 17 maggio 1945 e riportato nella sede di via Nazionale ai primi dell'anno successivo. Introna decide anche di costituire l'istituto parte civile nel processo contro Azzolini, istruito dal pubblico ministero Mario Berlinguer in base all'art. 5 del decreto luogotenenziale 27 luglio 1944, n. 159, per aver "posteriormente all'8 sett. 1943 in Roma collaborato con il tedesco invasore, facendo al medesimo la consegna della riserva aurea della Banca d'Italia".  Il processo è celebrato in ottobre e si conclude con una condanna a trent'anni contro la richiesta di pena di morte del PM, dovuta più al clima infuocato del periodo che a un'effettiva valutazione del suo comportamento. Azzolini è inoltre condannato a rifondere i danni subiti dalla Banca d'Italia (da liquidarsi in separata sede), e al pagamento delle spese processuali ma ci pensa la Cassazione a fare giustizia. Il 14 febbraio 1948, nonostante Introna abbia fatto pressioni contrarie, la condanna viene annullata senza rinvio perché  "non aveva alcun mezzo per opporsi alle richieste dei nazisti, avendo il re ed il capo del governo abbandonato Roma ed essendo latente il comando militare".
Nella sentenza di assoluzione vengono prese in considerazione circostanze stralciate dal processo, in particolare l'aver salvato 23 tonnellate della riserva onorando i debiti a suo tempo contratti con la Schweizerische Nationalbank e la Banca dei Regolamenti Internazionali.

### Gli ultimi anni

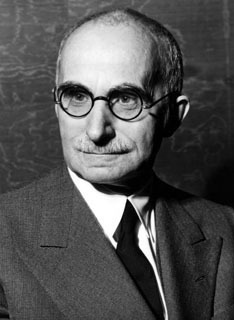
Luigi Einaudi, successore di Introna e primo governatore del dopoguerra

La decisione di Introna di partecipare al processo come parte civile e la sua dura testimonianza contro l'ex governatore sono stati visti a posteriori come una sorta di vendetta per i lunghi anni passati in sottordine dopo la morte di Stringher, atteggiamento che altri ritengono inadatti al suo carattere. È invece più logico cercare le ragioni di questa decisione, e di una successiva polemica per l'assoluzione di Azzolini, nell'indirizzo statalista che sta maturando sulla gestione del credito. Introna è infatti un liberista di cultura giolittiana, un convinto sostenitore dell'indipendenza del settore bancario dal mondo politico, e ne dà prova proprio nei cinque mesi trascorsi al vertice della Banca d'Italia, durante i quali smantella il Comitato dei ministri e l'Ispettorato per il credito e il risparmio. La fredda accoglienza che queste due decisioni trovano nel governo (che non reagisce solo per i più gravi problemi dell'immediato dopoguerra), fanno pensare che abbia cercato popolarità e consensi sfruttando in modo un po' cinico le accuse contro Azzolini, in modo da trovare appoggi per il suo programma di graduale smantellamento dell'ordinamento bancario del 1936, invece durato fino al 1993, e forse farsi nominare governatore.
Il 5 gennaio 1945 la carica viene invece attribuita a Luigi Einaudi, appositamente tornato dall'estero su richiesta del governo Bonomi, mentre Introna viene nominato direttore generale. Quest'ultimo incarico dura tuttavia pochi mesi. Del tutto isolato per le sue idee incompatibili con la politica delle partecipazioni statali e la posizione predominante dell'IRI nelle più grandi e importanti banche italiane il 19 aprile rassegna le dimissioni e lascia il posto a Donato Menichella, ex numero due di Beneduce all'IRI e a sua volta governatore dal 1948 al 1960. Rimane comunque alla Banca d'Italia fino al 1951, occupandosi di questioni organizzative e di bilanci, col titolo di direttore generale onorario.